# 小行星4680
小行星4680（英語：4680 Lohrmann）是一颗围绕太阳公转的小行星。1937年8月31日，H.-U. Sandig在汉堡发现了此天体。
这颗小行星的绝对星等为115.831699139556等。